# Dieter Knibbe
Dieter Knibbe (* 22. Juli 1934 in Siegen; † 27. Juni 2015 in Wien) war ein österreichischer Althistoriker und Epigraphiker.

## Leben
Dieter Knibbe wuchs in Österreich auf. Er besuchte das Gymnasium in Villach und studierte ab 1954 Klassische Philologie und Alte Geschichte an der Universität Wien. 1959 wurde er mit einer Studie über die Gesandtschaften der römischen Republik im hellenistischen Osten zum Dr. phil. promoviert. 
Ab 1960 arbeitete er im Auftrag des Österreichischen Archäologischen Instituts bei der Grabung in Ephesos, wo er die Inschriften der Stadt aufnahm und das Grabungsteam in althistorischen Fragen beriet. 1978 ernannte ihn die türkische Stadt Selçuk zum Ehrenbürger. Von 1990 bis 2000 leitete er in Ephesos das Projekt der Erforschung der Prozessionsstraße und der Damiansstoa. 1994 leitete er für einige Monate kommissarisch das Österreichische Archäologische Institut.
Ab 1979 hielt Knibbe neben seiner Grabungstätigkeit Lehrveranstaltungen an der Universität Wien ab. 1982 habilitierte er sich mit einer Arbeit über die Inschriften des Prytaneions von Ephesos für Römische Geschichte, Epigraphik und besonders griechische Epigraphik der Römischen Kaiserzeit. Im selben Jahr erhielt er das Österreichische Ehrenzeichen für Wissenschaft und Kunst. 
1988 erhielt er den Titel eines außerordentlichen Universitätsprofessors. Knibbe war überdies Gastdozent an der Universität Innsbruck. 

## Schriften (Auswahl)
- mit Anton Bammer und Robert Fleischer: Führer durch das Archäologische Museum in Selçuk-Ephesos. Österreichisches Archäologisches Institut, Wien 1974.
- Der Staatsmarkt. Die Inschriften des Prytaneions. Die Kureteninschriften und sonstige religiöse Texte (= Forschungen in Ephesos. 9, 1, 1). Verlag der Österreichischen Akademie der Wissenschaften, Wien 1981, ISBN 3-7001-0363-8.
- mit Bülent İplikçioğlu: Ephesos im Spiegel seiner Inschriften. Schindler, Wien 1984.
- mit Hilke Thür: Via Sacra Ephesiaca. Band 2: Grabungen und Forschungen 1992 und 1993 (= Österreichisches Archäologisches Institut. Berichte und Materialien. 6). Österreichisches Archäologisches Institut, Wien 1995, ISBN 3-900305-14-5.
- Ephesus. Geschichte einer bedeutenden antiken Stadt und Portrait einer modernen Großgrabung im 102. Jahr der Wiederkehr des Beginnes österreichischer Forschungen (1895–1997). Lang, Frankfurt am Main u. a. 1998, ISBN 3-631-32152-X.